# Балеринка

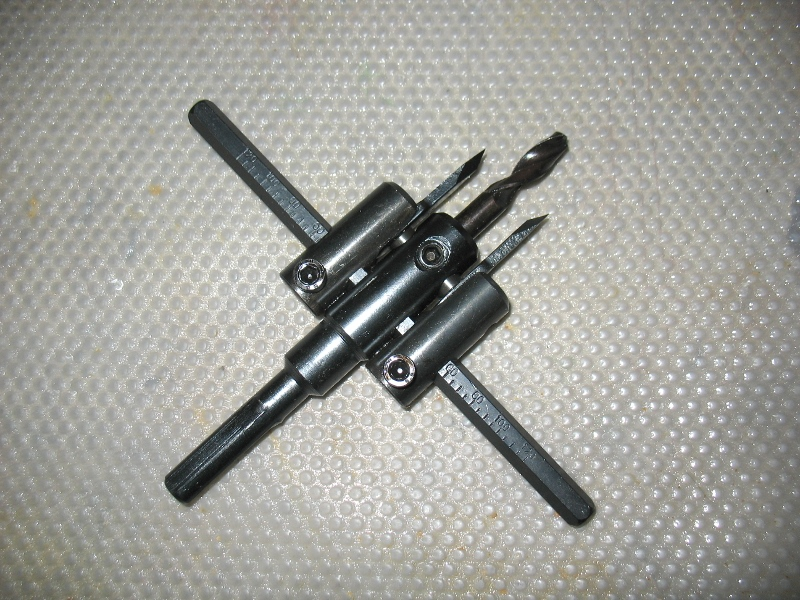
Свердло «балеринка»

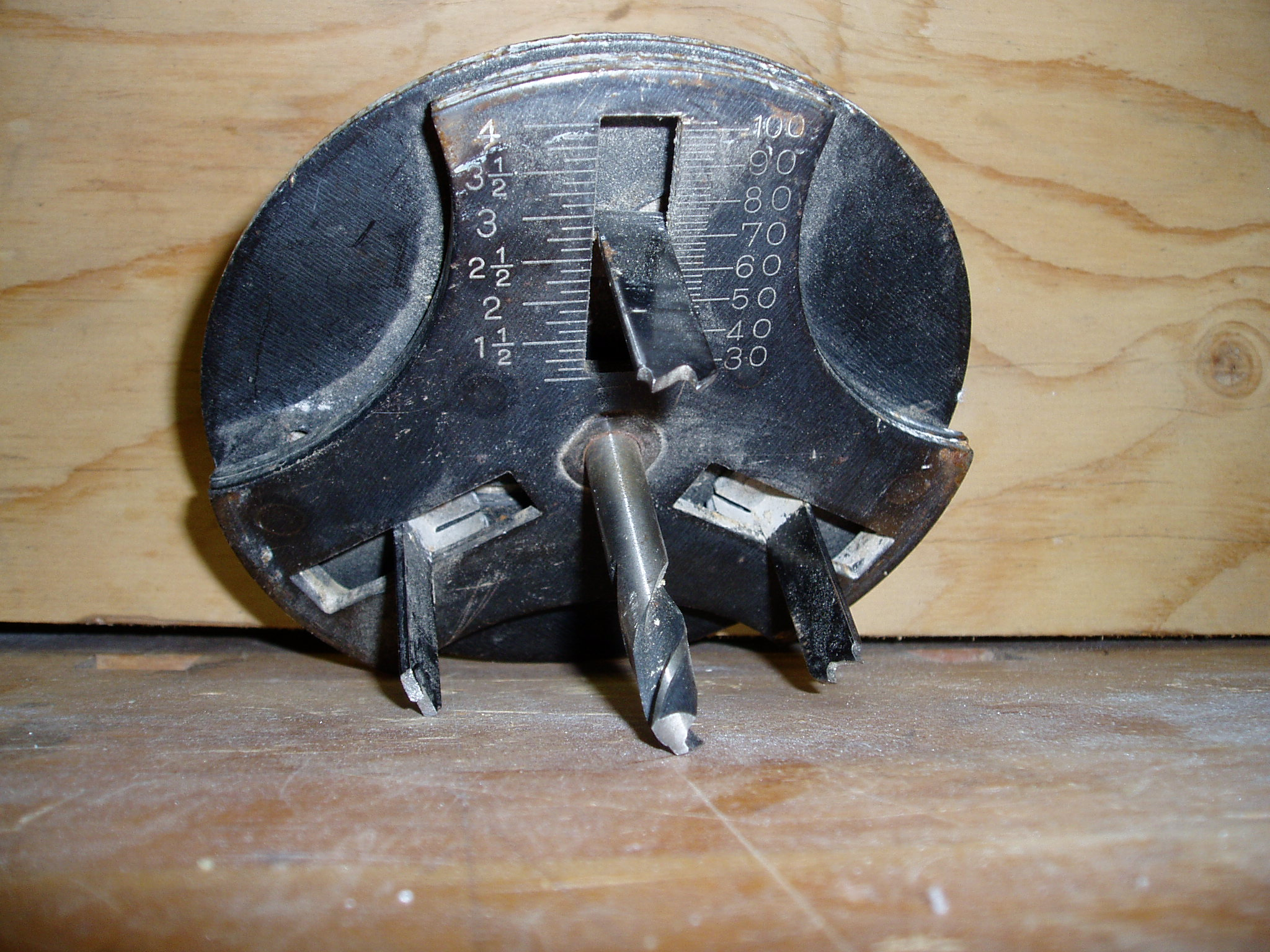
Балеринка з трьома різцями

Балеринка, метелик — один із видів свердл, яке застосовується для свердління великих отворів.
Це свердло з планкою, по якій можна перемістити два пера на потрібну ширину, і тим самим підібрати необхідний діаметр свердління.
Основне застосування даного свердла — отвори під труби, вентиляцію, розетки. 
Балеринка складається з двох різців і центрувального свердла, за допомогою яких і відбувається вирізка кола. Різці зміщуються по направляючій і задають потрібний діаметр кола для вирізання. Крутити балеринку необхідно з низькими оборотами. Кругле свердло з різцями підлягає регулюванню під потрібний діаметр, в конструкції також є центруюче свердло, їм можна виконати попереднє засвердлювання в поверхні матеріалу і зафіксувати виріб. Рухомі різці з гострим наконечником призначені для безпосереднього різання матеріалу, є також кронштейн, за яким відбувається закріплення рухомих елементів. У балеринки може бути різна кількість різців, від одного до трьох, все залежить від форми, пристосування і ціни даного свердла. Принцип роботи балеринки простий, спочатку центральне спіральне свердло робить попереднє засвердлювання в матеріалі, а гострі розсувні різці по колу поверхні матеріалу прорізають канавку. Вони розводяться на однакову ширину від центру і потім фіксуються спеціальним ключем.